# Кисилевський Дмитро Давидович
Дмитро Давидович Кисилевський (23 квітня 1983 , Київ ) — український політик. Народний депутат у Верховній раді IX скл. від партії «Слуга народу», заступник голови комітету з питань економічного розвитку у ВРУ IX скл. (з 29 серпня 2019 року). Колишній директор з корпоративних відносин промислової компанії «Interpipe» з березня 2011 до 2019 року.

## Життєпис
Народився 23 квітня 1983 року в Києві. 1999 року закінчив гімназію № 178 і вступив до КПІ, Факультет соціології і права (спеціальність «адміністративний менеджмент»).
2009 року пройшов навчання за британською програмою Chartered Institute of Public Relations, 2017 року закінчив Українську школу політичних студій. Володіє англійською.
2006 року став керівником проєктів у PR-агенції Noblet Media CIS.
2011 року з родиною переїхав до Дніпра, почав працювати у компанії Інтерпайп директором із корпоративних відносин.
2012 року брав участь у відкритті електросталеплавильного комплексу Інтерпайп сталь. Член Наглядової ради ПрАТ «Інтерпайп Новомосковський трубний завод» у Новомосковську Дніпропетровської області до 2019 року.
Організатор найбільшого інженерного шоу України Interpipe TechFest, ініціатор створення мережі лабораторій мехатроніки та сучасних кабінетів праці в Дніпрі, співорганізатор Interpipe Dnipro Half Marathon. 2014—2016 — очолював волонтерський штаб компанії з допомоги працівникам, мобілізованим до Збройних сил України.
З 2019 року — народний депутат України IX скл., заступник голови Комітету ВРУ з питань економічного розвитку.

## Політика
2019 року був кандидатом у народні депутати від партії «Слуга народу» на парламентських виборах (в.о. № 24, Індустріальний район, частина Самарського району Дніпра). На час виборів працював директором із корпоративних відносин ТОВ «Інтерпайп Україна», жив у Дніпрі, безпартійний.
Народний депутат України, заступник голови комітету ВРУ з питань економічного розвитку. Спеціалізація — промислова політика. Станом на весну 2024 року був автором 90 проєктів законів і постанов.
Обраний нардепом від Індустріального і Самарського районів Дніпра (округ № 24) від партії Слуга народу.

### 2019
Обраний народним депутатом від Індустріального і Самарського районів Дніпра (в.о. № 24) від партії Слуга народу. Співавтор закону про скасування депутатської недоторканності. Автор прийнятих поправок до закону, що дозволяли українським компаніям займатись космічною діяльністю. Автор закону про детінізацію ринку металобрухту, що мав допомогти легалізації операцій з брухтом.

### 2020
У березні став ініціатором проведення виїзного засідання Комітету ВРУ з питань економічного розвитку в Дніпрі, присвяченого проблемам космічної галузі.
За даними Кисилевського, він домігся виділення 148,5 млн грн на утилізацію й зберігання ракетного палива для заводу Південмаш та Павлоградського хімічного заводу, та виділення 550 млн на утилізацію твердого палива у бюджеті 2021 року. Також Кисилевський був автором прийнятого законопроєкту щодо оплати з держбюджету заборгованості з заробітної платні працівникам Південмашу за вересень 2019 — липень 2020.
Автор резонансної поправки про «зелену металургію» до закону про підтримку виробництва електроенергії з альтернативних джерел. Поправка звільняла від сплати частини тарифу на транспортування енергії, що йде на компенсацію зеленого тарифу тих виробників, які зменшили викиди СО2 до рівня ЄС.

### 2021
Автор прийнятого законопроєкту про продовження дії експортного мита на металобрухт на 5 років. Автор прийнятої поправки про збільшення експортного мита з 58 до 180 євро на тонну.
Ініціював слухання в Комітеті ВРУ з питань економічного розвитку щодо перегляду економічної частини угоди про асоціацію України з ЄС, врешті комітет затвердив і направив до Уряду рекомендації щодо перегляду економічної частини Угоди.
Співавтор прийнятого пакету законопроєктів про індустріальні парки. ВРУ схвалила зміни, передбачивши компенсації на підведення інфраструктури і мереж, підключення до мереж всередині парку і відсоткових ставок по кредитам. ВРУ схвалила податкові та митні стимули для індустріальних парків, законопроєкти 5688 і 5689. Співавтор законів про стимули для виробництва електротранспорту, поправка була поширена на виробництво міського електротранспорту (трамваїв, тролейбусів, електробусів).
Став керівником робочої групи з питань розвитку індустріальних парків на базі Комітету ВРУ з питань економічного розвитку.

### 2022
Автор закону про локалізацію, що вимагав з 2022 року використання щонайменше 10 % української складової в закупівлях міського транспорту, комунальної техніки, залізничного транспорту, продукції енергетичного машинобудування та аероспейсу. Щорічно цей поріг має збільшуватись на 5 % — до 40 %, його дія має тривати до 2032 року, вступив у дію у липні 2022 року.
Ініціатор створення «Плану відновлення переробної промисловості» — промислової політики, що має змінити напрямок економічного розвитку України з сировинного на промисловий. План виділяє чотири напрямки: переробку сировини, попит галузей економіки як стимул для нових виробництв, публічні закупівлі та державне споживання, заміщення імпорту росії та білорусі українськими товарами на західних ринках.
Автор закону, спрямованого проти експорту сировини з заниженим митом. Має розповсюджуватися на товари, на які встановлено відсоткові ставки мита.

### 2023
Комітет із питань економічного розвитку провів слухання щодо заміщення українськими товарами імпортних із рф і білорусі в Україні, ЄС та світі, Кисилевський ініціював ці слухання. Автор закону, що мав дозволити Експортно-кредитному агентству страхувати інвестиції від воєнних ризиків в Україні. Автор закону про спрощеної зміни призначення землі для будівництва об'єктів промисловості та енергетики, що мав би зменшити корупцію та зменшити час зміни призначення землі з 1-3 років до 1,5 місяців.
З аналітичним центром CMD Ukraine почав відслідковувати порушення щодо локалізації у публічних закупівлях. Був ініціатором змін до постанови Кабміну, що мало дозволити громадам фінансувати проєкти інфраструктури для індустріальних парків. Ініційовані правки (до закону про ринок електроенергії) мали спростити приєднання індустріальних парків до електромереж і дозволити інтегрувати діяльність бізнес-омбудсмена до законодавства. Інституція має дозволяти бізнесу у досудовому порядку оскаржувати дії контролюючих органів.

### 2024
З Федерацією роботодавців України ініціював відновлення програми кешбеку 25% на придбання української аграрної техніки.

## Критика
Екс-співробітник ТОВ «Інтерпайп-Україна» Віктора Пінчука. У липні 2020 з Андрієм Герусом лобіював зміни до законопроєкту про «зелену» енергетику № 3658, які ввели пільговий тариф для сталеплавильних підприємств.

## Визнання
- Двічі входив до топ-10 директорів із комунікацій України за версією Marketing Media Review[49]
- 7 грудня 2020 року постановою Уряду РФ № 2043 внесений до переліку українців, на яких поширюються економічні санкції РФ[50].

## Особисте життя
Одружений, має двох дочок.